# Zenonia
Zenonia (hangul: 제노니아 ―기억의 실타래―; rr: Jenonia ―Gieokeui Sil-talae―) é um jogo eletrônico sul-coreano de RPG criado, desenvolvido e publicado pela Gamevil para celulares. Posteriormente foi portabilizado para o iOS. Foi lançado em agosto de 2008 na Coreia do Sul, em 24 de maio de 2009 nos Estados Unidos e em 16 de setembro na Europa. No dia 28 de setembro foi anunciado pela Zeebo Inc. e pela Gamevil através de sua página no Twitter, o lançamento do jogo para o console Zeebo, sendo de fato a data de lançamento dia 31 de outubro de 2009.

## Jogabilidade
O jogo tem como características combates em tempo real e exploração do ambiente. O personagem principal, Regret, é controlado pelo uso do teclado do celular ou, no caso do iPhone, por um botão direcional localizado no canto inferior esquerdo da tela. Há muitas jornadas paralelas que o jogador pode completar para melhor explorar o mundo. O roteiro principal pode ser mudado pelo jogador dependendo de como ele decidir fazer certas escolhas, que tornarão seus personagens melhores ou piores. Há três classes que o jogador pode escolher: Paladino, Guerreiro ou Assassino, cada uma tendo estilos únicos de luta. O jogo também apresenta literalmente centenas de armas diferentes e várias sequências possíveis de aprimoramentos numa hierarquia para cada uma das classes. A Gamevil afirma que Zenonia possui mais de 40 horas de jogo.
A aparência de Regret dentro do jogo muda dependendo de sua arma e armadura equipadas.

## História

### Enredo
O protagonista de Zenonia é Regret, um jovem que inicialmente tem suas origens desconhecidas. Sua primeira missão no jogo é encontrar a razão da morte de seu pai nas mãos de um demônio e subsequentemente a existência de um poderoso mal inexplicável.

## Desenvolvimento
Zenonia foi desenvolvido e publicado pela Gamevil. É um popular jogo para celular sul-coreano que posteriormente foi portabilizado para o iPhone. Muito do tempo gasto na portabilização do jogo para o iPhone foi durante a tradução.
A versão 1.1 para o iPhone foi lançada em 29 de junho de 2009. A atualização aperfeiçoou os controles de toque assim como tornou botões na tela maiores e semi-transparentes, tornando-os mais fáceis de serem pressionados sem restringir a visão da ação no jogo. Também a necessidade de comer e consertar armas e armaduras foi diminuída para aperfeiçoar a jogabilidade como um todo, diminuindo a frequência com que o jogador deve voltar as cidades. Atributos do iPhone OS 3.0 da Apple, que foi lançado em 17 de junho de 2009, foram implementados no jogo também, permitindo ao jogador ouvir MP3 no lugar da trilha sonora do jogo.

## Recepção e crítica
Zenonia recebeu várias criticas positivas e foi comparado graficamente com jogos antepassados das séries The Legend of Zelda e Final Fantasy. O roteiro do jogo foi elogiado por ser bem redigido e humorístico. A PC Magazine chamou o jogo de um dos jogos "indispensáveis" para o iPhone.
Até o dia 24 de junho de 2009 a versão 1.0 do jogo havia recebido a nota de 4½ estrelas na App Store, baseada em 1.979 avaliações. A versão 1.1 tinha uma nota 4 em 20 de agosto de 2009, baseada em 2.032 avaliações.
A versão do jogo para o Zeebo recebeu muitas críticas negativas por parte dos jogadores, pois o jogo tinha vários defeitos, incluindo um que reniciava o console. Após diversas reclamações, a Tectoy retirou o jogo de seu catálogo em 6 de novembro, e pronunciou-se oficialmente quanto ao problema em 9 de novembro de 2009, através de seu blog. Anunciou que quem já havia comprado o jogo poderia ou esperar pela versão atualizada, e após seu lançamento, fazer o re-download, sem custo adicional, ou ainda receber os seus créditos de volta, para comprar outro jogo, ou mesmo o Zenonia, quando relançado. Ainda foi anunciado que o jogo só voltaria ao catálogo do Zeebo em dezembro de 2009. O jogo acabou por voltar em janeiro, não em dezembro como prometido, com todos os erros corrigidos.